# Pipreola intermedia
Pipreola intermedia là một loài chim trong họ Cotingidae.
Loài chim này được tìm thấy ở độ cao lớn trong rừng núi ẩm nhiệt đới và cận nhiệt đới của Bolivia và Peru. Chiều dài khoảng 19 cm.